# 艾哈邁德·本·貝拉
艾哈迈德·本·贝拉（羅馬化：Aḥmad bin Billah；1916年12月25日—2012年4月11日），阿爾及利亞軍人、革命家及政治家，民族解放陣線領袖，1963年—1965年任阿尔及利亚总统，被譽为“阿尔及利亚国父”。

## 早年
本·贝拉在阿爾及利亞還是法國殖民地之時，於阿爾及利亞西北部特萊姆森省的一個小鎮马格尼耶出生。他生長於一個信奉蘇非主義的穆斯林家庭。父亲是农民，有土地约30公顷，但家庭主要经济收入来自父亲经营的小商业。本·贝拉有兄弟四人、姐妹二人。到第二次世界大战爆发后的1940年，他的父亲和兄弟均已先后去世。本·贝拉在马尔尼亚上小学，毕业后前往省會特萊姆森唸書，但受到學校的歐籍教師歧視騷擾。結果他在升學考試中不及格，被迫回到家裡的農場幫忙。

## 獨立前
1937年本·贝拉被征入法国军队服役，编入驻马赛的第141阿尔卑斯步兵团为中士。第二次世界大戰爆发后，转入防空部队。1940年退伍。有人建议本·贝拉留在马赛，参加足球队为职业运动员，但他思念家乡，没有接受。1943年夏天，同盟国军队占领北非之后，本·贝拉再次被征入伍，编入自由法國阿尔及利亚第六步兵团，驻特累姆森。几个月后，又被调到摩洛哥第五步兵团。12月初，他随部队开赴意大利拿不勒斯，接替原驻防的美国军队。他在戰事中表现得十分英勇，在意大利作战直到第二次世界大战结束。戰後，他回到阿尔及利亚，参加了由梅萨利·哈吉建立的争取民主自由胜利党。
1947年，本·贝拉在家乡生活时，有人企图霸占他家的土地，法庭却判决他败诉。本·贝拉用武力夺回了土地，但遭到报复。他起而自卫，开枪打伤了一人。事后本·贝拉离开家乡来到阿尔及尔，改姓换名，开始为民族解放而从事地下斗争。争取民主自由胜利党内梅萨利·哈吉热衷于通过选举实现民族独立。本·贝拉和埃特·艾哈迈德等人不赞成梅萨利·哈吉的政治态度。1945年法国在阿尔及利亚的大屠杀以及1948年争取民主自由胜利党在选举中的失败，使本·贝拉逐步认识到必须走武装斗争的道路才能争取到民族独立。1947年，他建立了名为“特别组织”的秘密团体。本·贝拉和“特别组织”的成员自行筹集资金和武器，在农村进行秘密活动和发展组织。
1950年2月，为了筹集经费，“特别组织”袭击了阿尔及尔邮政总局，一个月后，被人出卖，他在阿尔及尔的住所被捕，被判处八年监禁，在卜利达监狱服刑。几天后他成功越狱，从阿尔及尔上船到达法国,在巴黎的蒙马尔特区匿居了几个月。
1952年7月埃及爆发了推翻法鲁克国王的革命，本·贝拉从法国来到开罗。由於法國的殖民統治，本·贝拉一直都只會說法語，直到後來他前往埃及為獨立運動爭取支持之時，他才努力學習阿拉伯語。當時他獲得埃及總統接見，但由於不能說阿拉伯語，不能回應總統的說話，以至在當時百感交雜，淚流滿面。為此，他拒絕向女兒說法語，希望她從出生開始就習慣說阿拉伯語。
1954年3月争取民主自由胜利党内以本·贝拉为首的左派组成“团结与行动革命委员会”。8月，为了团结各种爱国力量共同斗争，“团结与行动革命委员会”联合了党内以本·优素福·本·赫达为首的“中央委员会派”、以费尔哈特·阿巴斯为首的“拥护阿尔及利亚宣言民主联盟”以及“伊斯兰教贤哲会”等党派成立“团结与行动革命委员会”（武装起义后改称民族解放阵线）。同年秋季他们在瑞士开会决定开展武装斗争。11月1日，阿尔及利亚争取民族独立的解放战争爆发。
法国殖民政府对本·贝拉发动几次暗杀都未能成功，1956年10月22日，本·贝拉同民族解放阵线的其他几位主要领导人乘坐飞机由摩洛哥的拉巴特去突尼斯。机组中的法国人认出了他们并立即通过无线电报告了阿尔及利亚的法国军事当局。本·贝拉一行旋即为法国当局逮捕。他们在阿尔及尔受到警方和军方的连续审讯，随后送往巴黎拘押，在严密监视下度过了两年半艰苦的岁月。1959年3月，根据戴高乐总统的命令，本·贝拉及其战友被移送埃克斯岛。从1961年3月至年底，他们被转押在卢瓦尔河畔的图尔冈，后来又被囚于奥诺。本·贝拉在法国被监禁了五年半。这期间，他仍同外界保持着一定的联系。1958年9月，阿尔及利亚共和国临时政府在开罗成立，本·贝拉被选为临时政府副總理。
1962年3月18日，阿尔及利亚同法国签订了埃维昂协议，结束了战争。3月19日本·贝拉获释。

## 獨立後
1962年7月5日阿爾及利亞宣布獨立後，由原來的臨時政府掌權。與此同時，本·贝拉在群眾間的支持度亦急速上升。憑藉着來自群眾的支持，他意圖挑戰當時的總理本·优素福·本·赫达的領導。這件事引起自由國民陣線之間的衝突，本·贝拉在特累姆森成立由七人组成的民族解放阵线政治局，同临时政府对抗。隨着本·贝拉的支持度日升(與及武裝力量的陣壓)，8月本·赫达等人离开阿尔及利亚。同年9月，在總理選舉受到控制的情況下，本·贝拉獲得了壓倒性的勝利，而美國亦在9月29日宣佈接納這次選舉結果。9月25日，阿尔及利亚第一届制宪国民议会开幕，会上宣布成立阿尔及利亚人民民主共和国并组成首届政府，本·贝拉担任总理。阿爾及利亞在10月8日獲聯合國接納成為第109名會員。
之後，本·贝拉宣布阿爾及利亞會在世界政治裡走中立的路線。一星期後，本·贝拉與當時的美國總統甘乃迪會面。這次會面，本·贝拉除了向美國要求對新成立的阿爾及利亞提供資助以外，亦為卡斯特羅向美國要求放棄美國在古巴的佔領地關塔那摩灣(又名豬灣，Guantanamo Bay)及設於當地的基地。回國之後，本·贝拉又向法國要求關閉法國在阿爾及利亞設立的軍事基地。同年11月，本·贝拉政府宣佈禁止政黨參政，並且宣布只有國民自由陣線的成員才可以參政。
1963年9月8日，阿尔及利亚举行公民投票，通过宪法，规定阿尔及利亚走社会主义道路，实行总统制，民族解放阵线为唯一政党。9月16日在獨立後的第一次全國大選中，作为唯一候选人，本·贝拉當選首任總統。本·贝拉把法国在阿尔及利亚的所有庄园收归国有。他还宣布工业国有化。有报道说，法国人离开时几乎带走所有的教师和医生，甚至包括下水道系统设计图。
1964年本·贝拉当选为民族解放阵线总书记，此时本·贝拉已经把党、政、军大权集于一身，掌握了极大的权力。同年他获得了苏联英雄称号。
此后本·贝拉同军队首脑胡瓦里·布迈丁爆发矛盾，布迈丁在阿尔及利亚反法民族解放战争期间任民族放解军参谋长，独立后任政府第一副总理兼国防部长，本·贝拉撤换布迈丁的支持者，并委派新的军队参谋长企图削弱布迈丁的势力，加强对军队的控制。1965年6月5日，本·贝拉又宣布解除布迈丁的得力助手，外交部长阿卜杜勒-阿齐兹·布特弗利卡的职务。至此两人的矛盾终于激化。胡阿里·布迈丁经过秘密准备，于6月19日发动政变，逮捕了本·贝拉。此后本·贝拉一直被軟禁，同外界隔离。就那场政变，本·贝拉后来写道：“我知道他（布迈丁）的意图，我本有20次机会阻止他。”
1971年5月，本·贝拉与《非洲革命》杂志的记者祖哈拉·萨拉米结婚。1979年7月3日，沙德利·本·杰迪德总统发布命令，本·贝拉被释放恢复自由。

### 流亡生涯
1981年，本·贝拉獲釋之後，他流亡到瑞士，他曾短暂回国，成立了一个政党，打算参加总统选举，但中途夭折，他上世纪90年代大部分时间都栖身侨居瑞士洛桑。1999年阿卜杜勒-阿齐兹·布特弗利卡当选阿尔及利亚总统后，他得以回归祖国。之後他一直沒有再踏足政壇，直到2003年2月15日，埃及首都開羅召開反對入侵伊拉克的會議。會上他被選為議會主席。

## 去世
2012年4月11日，本·贝拉在家中去世，享年95岁。阿尔及利亚总统布特弗利卡在唁电中，对本·贝拉的去世表达深切哀悼，他说阿尔及利亚民众将为失去一位伟人哭泣。他用他的智慧和敏锐眼光，点亮阿尔及利亚的自由之路、建设现代化的阿尔及利亚。阿尔及利亚通讯社称他为“20世纪最著名的反对帝国主义统治的斗士”。

## 自管社会主义
自管社会主义是本·贝拉提出的一种社会主义理论，是阿拉伯社会主义的一个分支。本·贝拉主张，阿拉伯主义和伊斯兰教是自管社会主义的思想基础，认为社会主义并非外来理念，而是源于阿拉伯主义和伊斯兰教的精髓，自管社会主义就是“伊斯兰的社会主义”，应当完全实现《古兰经》的教义。他具体指出，伊斯兰教与社会主义有四个共同点：反对特权、反对暴力、为穷苦人民服务，二者都是科学的。他认为，平均主义是自管社会主义的分配原则，这种平均主义符合阿拉伯的古老传统，社会主义的理想就是“人人都能用同样的勺子吃饭”，避免出现巨富和赤贫的对立。自管制是社会主义的核心原则，是建立民主和社会主义的根本手段，也是阿尔及利亚迈向社会主义的主要特征。社会主义不仅要民主，还需要专政，这种专政被称为社会主义专政，目的是清除过去的当权者。
1962年本·贝拉上台后，为了推动自管社会主义，采取了一系列措施，主要包括：推行国家阿拉伯化，国有化部分私人企业，集体化大型生产资料，推动多个工业部门的工业化和计划化；实施土地改革；在工厂、企业和农场民主选举自管委员会，负责管理生产单位。此外，阿尔及利亚政府还控制了对外贸易，并收回了外国在阿尔及利亚的军事基地。然而，本·贝拉的国有化政策程度有限，对一些大型私人企业置之不理，任其自由发展，自管政策的实施范围较小。部分政策脱离实际，导致经济效益不佳。1965年6月，胡阿里·布迈丁发动政变推翻本·贝拉政府，自管社会主义也因此受到批评。